# Liste d'écrivains de langue suédoise
 (février 2025).
La mise en forme du texte ne suit pas les recommandations de Wikipédia : il faut le « wikifier ».
Les points d'amélioration suivants sont les cas les plus fréquents. Le détail des points à revoir est peut-être précisé sur la page de discussion.
- Les titres sont pré-formatés par le logiciel. Ils ne sont ni en capitales, ni en gras.
- Le texte ne doit pas être écrit en capitales (les noms de famille non plus), ni en gras, ni en italique, ni en « petit »…
- Le gras n'est utilisé que pour surligner le titre de l'article dans l'introduction, une seule fois.
- L'italique est rarement utilisé : mots en langue étrangère, titres d'œuvres, noms de bateaux, etc.
- Les citations ne sont pas en italique mais en corps de texte normal. Elles sont entourées par des guillemets français : « et ».
- Les listes à puces sont à éviter, des paragraphes rédigés étant largement préférés. Les tableaux sont à réserver à la présentation de données structurées (résultats, etc.).
- Les appels de note de bas de page (petits chiffres en exposant, introduits par l'outil «  Source ») sont à placer entre la fin de phrase et le point final[comme ça].
- Les liens internes (vers d'autres articles de Wikipédia) sont à choisir avec parcimonie. Créez des liens vers des articles approfondissant le sujet. Les termes génériques sans rapport avec le sujet sont à éviter, ainsi que les répétitions de liens vers un même terme.
- Les liens externes sont à placer uniquement dans une section « Liens externes », à la fin de l'article. Ces liens sont à choisir avec parcimonie suivant les règles définies. Si un lien sert de source à l'article, son insertion dans le texte est à faire par les notes de bas de page.
- La présentation des références doit suivre les conventions bibliographiques. Il est recommandé d'utiliser les modèles {{Ouvrage}}, {{Chapitre}}, {{Article}}, {{Lien web}} et/ou {{Bibliographie}}. Le mode d'édition visuel peut mettre en forme automatiquement les références.
- Insérer une infobox (cadre d'informations à droite) n'est pas obligatoire pour parachever la mise en page.

Pour une aide détaillée, merci de consulter Aide:Wikification.
Si vous pensez que ces points ont été résolus, vous pouvez retirer ce bandeau et améliorer la mise en forme d'un autre article.
 (janvier 2019).
Si vous disposez d'ouvrages ou d'articles de référence ou si vous connaissez des sites web de qualité traitant du thème abordé ici, merci de compléter l'article en donnant les références utiles à sa vérifiabilité et en les liant à la section « Notes et références ».
Ci-dessous, une liste d’écrivains, poètes, romanciers et essayistes de langue  suédoise.
- Haut – A
- B
- C
- D
- E
- F
- G
- H
- I
- J
- K
- L
- M
- N
- O
- P
- Q
- R
- S
- T
- U
- V
- W
- X
- Y
- Z

## A
- Jon Olof Åberg (1843–1898)
- Alf Ahlberg (1892–1979)
- Lars Ahlin (1915–1997)
- John Ajvide Lindqvist (né en 1968)
- Sonja Åkesson (1926–1977)
- Hans Alfredson (né en 1931)
- Carl Jonas Love Almqvist (1793–1866)
- Per Daniel Amadeus Atterbom (1790–1855)
- Majgull Axelsson (né en 1947)

## B
- Carl Michael Bellman (1740–1795)
- Victoria Benedictsson (1850–1888)
- Frans G. Bengtsson (1894–1954)
- Bo Bergman (1869–1967)
- Hjalmar Bergman (1883–1931)
- Elsa Beskow (1874–1953)
- Marcus Birro (né en 1972)
- August Blanche (1811–1868)
- August Bondeson (1854–1906)
- Karin Boye (1900–1941)
- Fredrika Bremer (1801–1865)
- Annika Bryn (née en 1945)

## C
- Bo Carpelan (1926–2011)
- Siv Cedering (1939–2007)
- Stig Claesson (1928–2008)

## D
- Stig Dagerman (1923–1954)
- Olof von Dalin (1708–1763)
- Tage Danielsson (1928–1985)
- Sven Delblanc (1931–1992)
- Walter Dickson (1916–1990)
- Ernst Didring (1868–1931)
- Elmer Diktonius (1896–1961)

## E
- Inger Edelfeldt (né en 1956)
- Johannes Edfelt (1904–1997)
- Anki Edvinsson (née en 1971)
- Åke Edwardson (né en 1953)
- Vilhelm Ekelund (1880–1949)
- Gunnar Ekelöf (1907–1968)
- Kerstin Ekman (né en 1933)
- Per Olov Enquist (1934-2020)
- Helena Eriksson (née en 1962)
- Maria Ernestam (née en 1959)

## F
- Nils Ferlin (1898–1961), poète
- Torbjörn Flygt (né en 1964)
- Lars Forssell (né en 1928)
- Tua Forsström (née en 1947)
- Marianne Fredriksson (née en 1927)
- Gustaf Fröding (1860–1911), poète

## G
- Jonas Gardell (né en 1963)
- Anders Abraham Grafström (1790–1870)
- Elsa Grave (1918–2003)
- Maria Gripe (1923–2007)
- Jan Guillou (né en 1944), journaliste, romancier
- Hjalmar Gullberg (1898–1961)
- Lars Gyllensten (1921–2006)

## H
- Carl August Hagberg (1810–1864)
- Stefan Hammarén (né en 1963
- Bob Hansson (né en 1970)
- Verner von Heidenstam (1859–1940)
- Alf Henrikson (1905–1995)
- Marie Hermanson (né en 1956)
- Rut Hillarp (1914–2003)
- Sverre Holmsen (1906–1992)

## J
- Tove Jansson (1914–2001)
- P.C. Jersild (né en 1935)
- Eyvind Johnson (1900–1976)
- Harry Järv (1921–2009)

## K
- Mons Kallentoft (né en 1968)
- Theodor Kallifatides (né en 1938)
- Mare Kandre (1962–2005)
- Erik Axel Karlfeldt (1864–1931)
- Martin Koch (1882–1940)
- Sara Kristoffersson (née en 1972)
- Agnes von Krusenstjerna (1894–1940)
- Willy Kyrklund (1921-2009)

## L
- Camilla Läckberg (née en 1974)
- Olof Lagercrantz (1911–2002)
- Pär Lagerkvist (1891–1974)
- Selma Lagerlöf (1858–1940)
- Dagmar Lange (Maria Lang) (1914–1991)
- Viveca Lärn (née en 1944)
- Stieg Larsson (1954–2004)
- Anna Maria Lenngren (1754–1817)
- Oscar Levertin (1862–1906)
- Li Li (née en 1961)
- Sara Lidman (1923–2004)
- Astrid Lindgren (1907–2002)
- Barbro Lindgren (née en 1937)
- Torgny Lindgren (1938-2017)
- Herman Lindqvist (né en 1943)
- John Ajvide Lindqvist (né en 1968)
- Sven Lindqvist (1932-2019)
- Fredrik Lindström (né en 1963)
- Jonas Carl Linnerhielm (1758–1829)
- Ivar Lo-Johansson (1901–1990)
- Lasse Lucidor (1638–1674)
- Kristina Lugn (1948-2020)
- Artur Lundkvist (1906–1991)

## M
- Bertil Malmberg (1889–1958)
- Bodil Malmsten (née en 1944)
- Henning Mankell (né en 1948)
- Liza Marklund (né en 1962)
- Harry Martinson (1904–1978)
- Moa Martinson (1890–1964)
- Erik Mesterton (né en 1903)
- Vilhelm Moberg (1898–1973)
- Lukas Moodysson (né en 1969), poète avant d'être réalisateur de films
- Jan Myrdal (born 1927)

## N
- Håkan Nesser (né en 1950)
- Mikael Niemi (né en 1959)
- Peter Nilson (1937–1998)
- Hedvig Charlotta Nordenflycht (1718–1763)
- Adolf Noreen (1854–1925)
- Julia Nyberg (1784–1854)

## O
- Albert Olsson (1904–1994)
- Jan Olof Olsson (1920–1974), alias Jolo
- Vladimir Oravsky (né en 1947)
- Johan Gabriel Oxenstierna (1750–1818)
- Bruno K. Öijer (né en 1951), poète
- Klas Östergren (né en 1955)

## P
- Malte Persson (né en 1976)
- Agneta Pleijel (née en 1940)
- Peter Pohl (né en 1940)

## R
- Povel Ramel (1922–2007)
- Björn Ranelid (né en 1949)
- Märta Helena Reenstierna (1753–1841)
- Johan Ludvig Runeberg (1804–1877)
- Viktor Rydberg (1828–1895)

## S
- Irmelin Sandman Lilius (né en 1936)
- Eugen Semitjov (1923–1987), écrivain, journaliste et artiste
- Malla Silfverstolpe (1782–1861), écrivain
- Maj Sjöwall (née en 1935)
- Erik Johan Stagnelius (1793–1823), poète romantique
- Georg Stiernhielm (1598–1672)
- August Strindberg (1849–1912)
- Eva Ström (née en 1947)
- Fredrik Ström (1880–1948)
- Per Olof Sundman (1922–1992)
- Hjalmar Söderberg (1869–1941)
- Edith Södergran (1892–1923)

## T
- Evert Taube (1890–1976)
- Esaias Tegnér (1782–1846), poète
- Kerstin Thorvall (1925–2010)
- Zacharias Topelius (1818–1898), poète et écrivain
- Tomas Tranströmer (1931-2015), poète
- Stieg Trenter (1914–1967)
- Birgitta Trotzig (1929–2011)
- Helene Tursten (née en 1954)

## V
- Gunnel Vallquist (1918-2016)

## W
- Per Wahlöö (1926–1975)
- Elin Wägner (1882–1949)
- Per Wästberg (né en 1933)
- Einar af Wirsén (1875-1946)